# Linariantha bicolor
Linariantha es un género monotípico de plantas fanerógamas perteneciente a la familia Acanthaceae. Su única especie: Linariantha bicolor B.L.Burtt & R.M.Sm. 1965, es originaria de Indonesia.

## Taxonomía
Linariantha bicolor fue descrita por B.L.Burtt & R.M.Sm. y publicado en Notes from the Royal Botanic Garden, Edinburgh 26: 328. 1965.